# Хайнеман, Густав
Гу́став Ва́льтер Ха́йнеман (нем. Gustav Walter Heinemann; 23 июля 1899 года, Швельм, Северный Рейн-Вестфалия, Германская империя — 7 июля 1976 года, Эссен, ФРГ) — западногерманский государственный деятель, федеральный президент Германии (1969—1974).

## Биография

### Начало карьеры
Родился в семье адвоката, на тот момент уполномоченного представителя Friedrich Krupp AG в Эссене. Отец придерживался радикально-демократических, леволиберальных и патриотичных взглядов и не принадлежал к какой-либо церкви. Это мировоззрение ему удалось привить и сыну.
Был мобилизован солдатом в годы Первой мировой войны, однако воевать ему не пришлось из-за воспаления сердечного клапана, до конца войны он находился на вспомогательной службе на предприятии Круппа.
С 1919 года изучал право и политологию в университетах Мюнстера, Марбурга, Мюнхена, Гёттингена и Берлина. Докторскую диссертацию защитил в Мюнстер в 1929 году. С 1926 по 1929 год работал адвокатом и преподавателем.
Как и его отец, он был членом «Лиги монистов» Эрнста Геккеля и работал с Вильгельмом Рёпке и Эрнстом Леммером в Имперской федерации немецких демократических студентов, молодежной организации Немецкой демократической партии. 19 мая 1920 г. в Мюнхене в ходе выступления Адольфа Гитлера он был выброшен из зала после своего междометия против ненависти к евреям. Через сестру своей жены Гертруд Штевен, борца сопротивления в эпоху национал-социализма, он познакомился со швейцарским теологом Карлом Бартом, который оказал на него сильное влияние. Его сформированное мировоззрение решительно отвергало любой национализм и антисемитизм.
С 1929 по 1949 год работал юристом на сталелитейном предприятии Rheinische Stahlwerke в Эссене. С 1933 по 1939 год преподавал горное и коммерческое право в Кёльнском университете. С 1936 по 1949 год одновременно со своей работой юристом был директором шахты в Rheinische Stahlwerke в Эссене. В 1930—1933 годах состоял членом оппозиционной национал-социализму Христианско-социальной народной службы. Во времена Веймарской республики принадлежал к республиканской организации Рейхсбаннер. В период с 1933 по 1945 годы был членом антинацистской организации Исповедующей церкви, а в 1936—1950 годах являлся председателем «Юношеской христианской ассоциации».
В годы Третьего рейха был пресвитером церкви святого Павла в Эссене. Благодаря своей высокой квалификации юриста он вскоре стал надрегиональным юридическим советником Исповедующей Церкви и представителем Синода Рейнской области в Исповедующей Церкви. В 1939 году после того, как была отвергнута его позиция по преодолению внутреннего конфессионализма, он ушел в отставку со своих постов в Исповедальной церкви. В качестве пресвитера своей церкви в Эссене продолжал помогать юридическими советами преследуемым христианам и помогал с питанием скрывающимся евреям. При этом он всегда оставался осторожным и компромиссным по отношению к государственным органам и до 1945 года ни разу не подвергался арестам. Как стало известно только в 2009 году, он был членом двух формальных нацистских организаций, но не являлся членом «партии», самой НСДАП. Первая организация — это Национал-социалистический союз по защите права (NSRB), который должен был включать всех адвокатов, выступающих в качестве судей, адвокатов и нотариусов, вторая организация — «Национал-социалистическая народная благотворительность» (NSV), которая координировала благотворительные учреждения.

### Послевоенная деятельность
В октябре 1945 года вместе с другими представителями Совета Евангелической Церкви Германии (ЕЦГ) подписал Штутгартское признание вины. С 1949 по 1962 год входил в состав руководства протестантской церкви в Рейнской области. С 1949 по 1955 год являлся президентом общегерманского синода ЕЦГ. С 1948 по 1961 год также входил в состав Комиссии по международным делам при Всемирном совете церквей.
По окончании войны выступил одним из основателей партии Христианско-демократический союз (ХДС). В 1946 году британской оккупационной администрацией был назначен войсками обер-бургомистром в Эссене и сохранял эту должность вплоть до 1949 года. Одновременно с 1945 по 1949 год занимал пост председателя Южно-немецкой железнодорожной компании (SEG) и до 1952 года оставался членом ее наблюдательного совета. В 1947—1950 годах являлся депутатом ландтага от ХДС в Северном Рейне — Вестфалии, с 1947 по 1948 год был министром юстиции земельного правительства. С сентября 1949 по октябрь 1950 года занимал пост министра внутренних дел Германии в правительстве Аденауэра.
На заседании кабинета министров 31 августа 1950 года канцлер сообщил министрам, что он тайно вел переговоры о создании федеральной полиции и о немецком военном участии в европейской армии. Это привело к острому конфликту с Хайнеманом, который сопровождался взаимными обвинениями. В результате министр подал в отставку. Он возобновил адвокатскую практику и вместе с Дитером Поссером основал юридическую фирму в Эссене.
В 1952 году Хайнеман вышел из ХДС и основал Общегерманскую народную партию левохристианского толка, выступая против политики правительства по ремилитаризации Германии. Однако на выборах 1953 года в бундестаг его партия проиграла, получив всего 1,2 % голосов, и вскоре была расформирована. В 1957 году он вступил в Социал-демократическую партию и стал членом бундестага. В 1957—1958 годах был одним из самых активных противников планов ядерного оружия бундесвера. С 1958 по 1969 год входил в федеральное правление партии.
С декабря 1966 по март 1969 года занимал должность министра юстиции ФРГ. Им были предложены два проекта реформ: консервативная, в которой больше внимания уделялось сдерживанию (1962), и либеральная, в которой больше внимания уделялось предупреждению преступности и реабилитации преступников (1966). В 1969 году исправительные дома были заменены арестом, который включал в себе предложения по ресоциализации. Наказания до шести месяцев могли быть наложены только в исключительных случаях, чтобы не способствовать рецидиву преступлений, совершенных впервые. Незначительные правонарушения были преобразованы в административные правонарушения.
Политическое уголовное право, которое было частично создано в 1951 году, было либерализовано в июне 1968 года с помощью 8-го закона о внесении поправок в уголовный закон: теперь можно выносить решения против решений по уголовным делам о государственной защите, которые ранее были юридически неоспоримыми. Задержанным, осужденным по отмененным положениям, была предоставлена амнистия. В то же время министр решительно представлял продление срока давности для нацистских преступлений. Особое внимание правоприменительной практике по половым преступлениям и следил за тем, чтобы супружеская измена и практика мужской гомосексуальности (статья 175) больше не являлись уголовными преступлениями. Однако в вопросе аборта он отклонился от большинства СДПГ и выступал только за этические показания в случае изнасилования. В марте 1968 года федеральный Конституционный суд поддержал его позицию в защиту тех, кто отказывается от несения обязательной военной службы по религиозным убеждениям и просит заменить ее на альтернативную. Неожиданно для многих в том же году он поддержал законопроект «О чрезвычайном положении», который ранее многократно критиковал. В начале апреля 1968 года политик опубликовал эссе в журнале СДПГ «Новое общество» под названием «Видение прав человека». В нем он настаивал на проведении кардинальных реформ в сфере высшего образования, а также выступал за расширение либеральных гражданских прав через социальные, экономические и культурные права человека. В ответ на обвинения в адрес в адрес студентов после покушения на Руди Дучке со стороны канцлера Кизингера он заявил, что протест — это признак глубокого кризиса доверия к демократии и помимо ответственности протестующих значительная доля вины лежит и на власти.

### Федеральный президент ФРГ
Изначально он не рассматривался в числе вероятных кандидатов на пост главы государства, однако вследствие его активной позиции в связи со студенческим движением СДПГ в конечном итоге решила выдвинуть его кандидатуру. 1 июля 1969 он был избран на пост федерального президента, решающими для победы оказались голоса членов СвДП.
На посту президента часто выступал с критикой системных недостатков послевоенной демократии. Стремился укрепить собственную инициативу граждан по отношению к партиям и властям в том числе за счет плебисцитарных форматов в качестве дополнения к парламентаризму. Провозгласил необходимость укрепления мира, создав Немецкое общество исследований мира и конфликтов (DGFK). Он был сторонником взаимопонимания между Востоком и Западом, а также продолжил политику примирения Германии с бывшими оккупированными странами Европы, подкрепляя её своими международными визитами. Свой пост он оставил 30 июня 1974 года из-за ухудшения здоровья.
В 1972 году во время президентства Г. Хайнемана ФРГ принимала XX летние Олимпийские игры, которые проходили в городе Мюнхене. При этом он открывал эти игры.
Подвергался критике консервативных и протестантских кругов за переписку с находившейся в заключении одним из лидеров «Фракции Красной Армии» Ульрикой Майнхоф.
Его внучка, Кристина, вышла замуж за будущего президента ФРГ Йоханнеса Рау.

## Награды и звания
- Большой крест особой степени ордена «За заслуги перед Федеративной Республикой Германия» (1969)
- Большой крест с лентой ордена «За заслуги перед Итальянской Республикой» (1973)
- Большая Звезда Почёта за Заслуги перед Австрией
- Большой крест ордена Золотого льва Нассау
- Большой крест ордена Бани
- Орден Слона (Дания)

Почетный доктор богословия Боннского университета, почетный доктор права Марбургского университета (1970), Эдинбургского университета (1972) и нью-йоркской Новой школы (1974).